# Peter Kennaugh
Peter Kennaugh (* 15. Juni 1989 in Douglas, Isle of Man) ist ein ehemaliger britischer Radrennfahrer, der auf Bahn- und Straße aktiv war.

## Sportliche Laufbahn
2006 wurde Peter Kennaugh Junioren-Weltmeister im Scratch und errang mit dem britischen Junioren-Vierer Bronze in der Mannschaftsverfolgung. Im Jahr darauf errang er in der Mannschaftsverfolgung zwei EM-Titel, bei den Junioren und in der U23-Klasse. 2008 wurde er  mit Mark Cavendish britischer Meister im Zweier-Mannschaftsfahren der Elite; diesem nationalen Titel auf der Bahn folgten weitere in den kommenden Jahren. 2007 (Junioren) sowie 2008 (U23) wurde er britischer Meister im Straßenrennen. 2008 gewann er die italienischen Eintagesrennen Trofeo Internazionale Bastianelli und Gran Premio Capodarco und 2009 eine Etappe des U23-Etappenrennens Giro Ciclistico d’Italia.
2010 erhielt Kennaugh einen Vertrag beim Team Sky. Obwohl er in den folgenden Jahren zunehmend bei Straßenrennen startete, blieb er bis 2014 weiterhin erfolgreich auf der Bahn. So wurde er 2011 mit Steven Burke, Ed Clancy und Geraint Thomas Europameister in der Mannschaftsverfolgung. Im Jahr darauf errang der britische Bahn-Vierer mit Kennaugh, Burke, Clancy, Andrew Tennant und Thomas den WM-Titel und anschließend in London den Olympiasieg (mit Burke, Clancy und Thomas). Bei den Commonwealth Games 2014 in Glasgow holte er Silber im Punktefahren.
Anschließend konzentrierte sich Peter Kennaugh auf die Straße. 2013 gewann er das Eintagesrennen Lincoln Grand Prix. 2014 gewann er jeweils die Gesamtwertungen der Settimana Internazionale sowie der Österreich-Rundfahrt. 2015 wurde er britischer Meister im Straßenrennen, gewann 2016 das Cadel Evans Great Ocean Road Race und mit dem Team Sky das Mannschaftszeitfahren der Vuelta a España. 2017 entschied er – nach 2015 – zum zweiten Mal eine Etappe des Critérium du Dauphiné für sich.
Zur Saison 2018 wechselte Kennaugh zum Team Bora-hansgrohe, wo er sich nach eigenen Angaben „viel glücklicher“ fühlte als zuletzt bei Sky. Nach den australischen Rennen im Januar 2018 durchlitt er jedoch ein Tief: „I felt really low, training wasn’t going well, I felt terrible on the bike, and it just got to the point where each day in training it felt so bad that I just didn’t want to ride my bike.“ („Ich war wirklich niedergeschlagen, das Training lief nicht gut, ich fühlte mich schrecklich auf dem Rad, und das ging so weit, dass ich mich beim Training so schlecht fühlte, dass ich nicht mehr mit meinem Fahrrad fahren wollte.“) Im Juli gewann er aus einer elfköpfigen Ausreißergruppe heraus den Grand Prix Pino Cerami, wurde aber nicht bei der Vuelta eingesetzt.
Am 5. April 2019 erklärte der 29-jährige Kennaugh wegen psychischen Problemen seinen vorläufigen Rückzug aus dem Leistungsradsport.

## Erfolge

### Bahn
2006
- Europameister – Mannschaftsverfolgung (Junioren) (mit Jonathan Bellis, Steven Burke und Adam Blythe)
- Weltmeister – Scratch (Junioren)

2007
- Europameister – Mannschaftsverfolgung (Junioren) (mit Adam Blythe, Mark McNally und Luke Rowe)
- Europameister – Mannschaftsverfolgung (U23) (mit Jonathan Bellis, Steven Burke und Ben Swift)
- Britischer Meister – Einerverfolgung (Junioren)
- Britischer Meister – Punktefahren (Junioren)

2008
- Britischer Meister – Madison (mit Mark Cavendish)
- Europameister – Mannschaftsverfolgung (U23) mit (Steven Burke, Mark McNally und Andrew Tennant)

2009
- Weltcup in Kopenhagen – Mannschaftsverfolgung (mit Steven Burke, Ed Clancy und Chris Newton)
- Britischer Meister – Madison (mit Mark Christian)

2010
- Britischer Meister – Einerverfolgung
- Britischer Meister – Scratch

2011
- Britischer Meister – Punktefahren
- Britischer Meister – Madison (mit Luke Rowe)
- Europameister – Mannschaftsverfolgung (mit Steven Burke, Ed Clancy und Geraint Thomas)

2012
- Weltmeister – Mannschaftsverfolgung (mit Steven Burke, Ed Clancy, Andrew Tennant und Geraint Thomas)
- Olympiasieger – Mannschaftsverfolgung (mit Steven Burke, Ed Clancy und Geraint Thomas)

2014
- Commonwealth Games – Punktefahren

### Straße
2007
- Britischer Meister – Straßenrennen (Junioren)

2008
- Britischer Meister – Straßenrennen (U23)
- Trofeo Internazionale Bastianelli
- Gran Premio Capodarco

2009
- eine Etappe Giro Ciclistico d’Italia

2013
- Mannschaftszeitfahren Giro del Trentino

2014
- Gesamtwertung, eine Etappe und Mannschaftszeitfahren Settimana Internazionale
- Britischer Meister – Straßenrennen
- Gesamtwertung und eine Etappe Österreich-Rundfahrt

2015
- Mannschaftszeitfahren Tour de Romandie
- eine Etappe Critérium du Dauphiné
- Britischer Meister – Straßenrennen

2016
- Cadel Evans Great Ocean Road Race
- eine Etappe Herald Sun Tour
- Mannschaftszeitfahren Vuelta a España

2017
- eine Etappe Critérium du Dauphiné

2018
- Grand Prix Pino Cerami

## Grand-Tour-Platzierungen
| Grand Tour            | 2010 | 2011 | 2012 | 2013 | 2014 | 2015 | 2016 | 2017 | 2018 | 2019 |
| --------------------- | ---- | ---- | ---- | ---- | ---- | ---- | ---- | ---- | ---- | ---- |
| Giro d’ItaliaGiro     | –    | 86   | DNF  | –    | –    | –    | –    | –    | –    | –    |
| Tour de FranceTour    | –    | –    | –    | 77   | –    | DNF  | –    | –    | –    | –    |
| Vuelta a EspañaVuelta | DNF  | –    | –    | –    | 71   | –    | 42   | –    | –    | –    |